# NGC 6840
NGC 6840 este o galaxie situată în constelația Vulturul. A fost descoperită în 4 septembrie 1784 de către William Herschel.